# Austin FC
Az Austin egy amerikai labdarúgócsapat, amelynek székhelye a Texas állambeli Austin városában található. A klubot 2018. október 12-én alapították és 2021 óta az észak-amerikai első osztályban, a Major League Soccer-ben szerepel. Hazai mérkőzéseit a 20 738 néző befogadására alkalmas Q2 Stadionban játssza.

## Történelem
A klub lett az első élvonalbeli csapata Austin városának. 2018. december 19-én a Precourt Sports Ventures és Austin városa finanszírozási megállapodást kötött. Anthony Precourt először a Columbus Crew átköltöztetésével akarta megvalósítani ezt a franchise-t, ám szurkolói tiltakozások, valamint több peres eljárás megakadályozták ebben, ezért a nulláról építkezve hajtotta végbe korábbi tervét. Kilenc nappal a stadion véglegesítése után megállapodott a Precourt Sports Ventures abban, hogy a Columbus Crew működési jogait a Haslam és az Edwards család részére ruházzák át  2019. január 15-én az austini klub hivatalosan is létrejött és a 2021-es szezontól csatlakozik az MLS-hez. 2019 júliusában a tulajdonosi csoportot Two Oak Venturesre nevezeték át, majd több helyi üzletember és híresség is csatlakozott. A hónap végén bejelentették a klub első vezetőedzőjét Josh Wolff személyében. November 21-én Claudio Reyna lett a sportigazgató.

## Játékoskeret
2023. május 17. szerint.
| #  |     | Poszt | Név               |
| -- | --- | ----- | ----------------- |
| 1  | USA | K     | Brad Stuver       |
| 3  | EGY | V     | Amro Tarek        |
| 4  | USA | V     | Kipp Keller       |
| 5  | COL | KP    | Jhojan Valencia   |
| 6  | VEN | KP    | Daniel Pereira    |
| 7  | ARG | KP    | Emiliano Rigoni   |
| 8  | FIN | KP    | Alexander Ring    |
| 9  | USA | CS    | Gyasi Zardes      |
| 10 | ARG | KP    | Sebastián Driussi |
| 11 | PAR | CS    | Rodney Redes      |
| 12 | USA | K     | Damian Las        |
| 13 | USA | KP    | Ethan Finlay      |
| 14 | URU | KP    | Diego Fagúndez    |
| 15 | FIN | V     | Leo Väisänen      |
| 16 | USA | KP    | Hector Jiménez    |

| #  |     | Poszt | Név                                                       |
| -- | --- | ----- | --------------------------------------------------------- |
| 17 | IRE | V     | Jon Gallagher                                             |
| 18 | CRC | V     | Julio Cascante                                            |
| 19 | USA | CS    | CJ Fodrey                                                 |
| 20 | USA | K     | Matt Bersano                                              |
| 21 | SWE | V     | Adam Lundqvist                                            |
| 22 | FRA | KP    | Sofiane Djeffal                                           |
| 23 | SLO | V     | Žan Kolmanič                                              |
| 24 | USA | V     | Nick Lima                                                 |
| 26 | USA | V     | Charlie Asensio                                           |
| 28 | USA | CS    | Alfonso Ocampo-Chavez                                     |
| 29 | USA | CS    | Will Bruin                                                |
| 33 | USA | KP    | Owen Wolff                                                |
| 37 | ARG | CS    | Maximiliano Urruti                                        |
| 66 | SRB | V     | Aleksandar Radovanović (kölcsönben a Kortrijk csapatától) |

## Vezetőedzők
| Név        | Évek                           |
| ---------- | ------------------------------ |
| Josh Wolff | 2019. július 23. – jelenleg is |

## További hivatkozások
- Hivatalos honlapja